# アセントゥス・アクク
アセントゥス・オグウェラ・アクク（フランス語: Acentus Ogwella Akuku、1918年 - 2010年10月3日）は、ケニアの実業家。生涯で130人の妻を持ち、300人の子供と3000人の孫をもうけたことで知られている。『男を怖がらせる』ということから、アクク・デンジャー（Akuku Danger）という渾名でも知られている。

## 経歴
1918年、カトリックのルオ族の家に生まれ、20歳で衣料品店を開き街で1番富裕となった。35歳時で45回結婚しており、最後の結婚は79歳の時にした18歳の女性とであった。
2010年10月3日、ニャンザ州の自宅にて病死。92歳没。この時点で息子が106人、娘が104人であり、彼らは教師、医師、弁護士、パイロット、運転手や宅配員などの職についた。

## その他
顔立ちが良く、服装や女性との会話術に精通しており、自身を『磁石』と形容したこともある。